# Костроменко, Вадим Васильевич
Вадим Васильевич Костроменко (укр. Вадим Васильович Костроменко; 26 сентября 1934, Артёмовск — 1 ноября 2017, Одесса) — советский и украинский кинорежиссёр, сценарист и кинооператор. Заслуженный деятель искусств Украинской ССР (1969), директор Одесского музея кино. Член КПСС с 1962 года.

## Биография
Родился 26 сентября 1934 года в Артёмовске Донецкой области УССР. Во время войны эвакуировался с матерью в Чимкент, вернулся в родной город в 1944 году. В семнадцать лет поступил на кинооператорский факультет ВГИКа в мастерскую профессора Бориса Волчека, проучившись там с 1952 по 1957 год. Дипломный фильм Вадима Костроменко получил третью премию на Всемирном фестивале молодёжи среди студенческих работ всех стран-участниц. В связи с этим ему было предоставлено право выбора места работы (в отличие от других выпускников, которых ожидала работа по распределению). Выбор начинающего оператора пал на Одесскую киностудию.
С 1957 года Вадим Костроменко — оператор-постановщик Одесской киностудии. В качестве оператора снял 13 фильмов, среди которых «Весна на Заречной улице» Марлена Хуциева (был вторым оператором), «Верность» Петра Тодоровского. В 1972 году начал карьеру режиссёра. Дебютный фильм — «Всадники». Самой знаменитой работой режиссёра стал фильм «Секретный фарватер» (1986).
Был председателем правления Одесского отделения Союза кинематографистов Украины.
С 1996 года — директор Музея кино Одесского отделения Национального союза кинематографистов Украины.
В 2013 году в Одессе состоялась премьера документального фильма "Человек с Французского бульвара" (сценарий Екатерина Елохова, реж.Александр Колбовский, Татьяна Дубасова), посвященного Вадиму Костроменко.
Был женат, есть два сына-близнеца и внук. Сын Дмитрий Костроменко — киносценарист, одно время работал совместно с отцом, написав сценарии к фильмам «Дезертир», «Не улетай, землянин!», «Ночь грешников».

## Фильмография

### Режиссёр
- 1972 — Всадники
- 1973 — Причал
- 1974 — Ответная мера
- 1978 — Квартет Гварнери
- 1979 — Шкура белого медведя
- 1982 — Сто первый
- 1986 — Секретный фарватер
- 1990 — Дезертир
- 1991 — Не улетай, землянин! (короткометражный)
- 1991 — Ночь грешников

### Сценарист
- 1982 — Сто первый

### Оператор
- 1958 — Улица молодости
- 1962 — Исповедь
- 1963 — Тайна
- 1964 — Одиночество
- 1965 — Верность
- 1966 — Товарищ песня
- 1968 — Поиск
- 1970 — Чёртова дюжина

## Награды и звания
- 1969 — Заслуженный деятель искусств Украинской ССР
- Орден Трудового Красного Знамени
- Орден Дружбы народов
- 2004 — орден «За заслуги» III степени[4]
- 2005 — Международный институт культуры (Турин) присвоил Вадиму Костроменко звание профессора культурологии.
- 2014 — В день своего юбилея был награждён Почётным знаком отличия Одесского городского головы «За заслуги перед городом»[5].